# Wicegubernatorzy Florydy

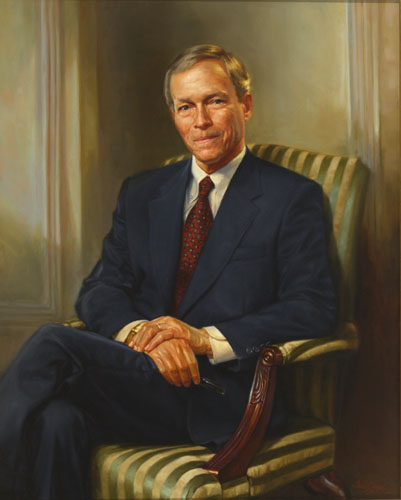
Buddy MacKay

Floryda długo nie miała urzędu wicegubernatora, który wprowadzono dopiero przy pracach nad nową stanową konstytucją w roku 1968. Przedtem pierwszym w linii sukcesji gubernatorskiej był przewodniczący stanowego Senatu. Zdarzyło się, iż obejmował funkcję gubernatora na czas przeprowadzenia ponownych wyborów, jak to miało miejsce w przypadku Charleya Eugene’a Johnsa, który we wrześniu 1953 został gubernatorem (nie przestając zarazem pełnić swoich senackich funkcji) po śmierci gubernatora Dana McCarty'ego. Johns pełnił urząd gubernatora do stycznia  1955, kiedy zaprzysiężono wybranego na to stanowisko T. LeRoya Collinsa (Johns przegrał z nim demokratyczne prawybory).
Zgodnie z artykułem V (ustęp drugi) nowej stanowej konstytucji wicegubernator (ang. Lieutenant Governor of Florida) wybierany jest z tej samej listy partyjnej co gubernator. Jest z urzędu przewodniczącym Senatu i pierwszym w linii sukcesji.
Dotychczas dwóch wicegubernatorów „odziedziczyło” gubernatorstwo. Pierwszy raz miało to miejsce, kiedy Wayne Mixson został nim na okres trzech dni (3 stycznia - 6 stycznia 1987 roku) po wyborze gubernatora Boba Grahama do Senatu USA. Drugim razem Buddy MacKay pełnił ten urząd w dniach 12 grudnia 1998 - 5 stycznia 1999 po śmierci Lawtona Chilesa.
Kandydat na wicegubernatora musi mieć co najmniej skończone 30 lat i od siedmiu być obywatelem Florydy.

## Lista od roku 1969
1. Ray C. Osborne 1969-1971
2. Tom Adams (demokrata) 1971-1975
3. Jim Williams (demokrata) 1975-1979
4. Wayne Mixson (demokrata) 1979-1987
5. Bobby Brantley (republikanin) 1987-1991
6. Buddy MacKay (demokrata) 1991-1998
7. Frank Brogan (republikanin) 1999-2003 (zrezygnował)
8. Toni Jennings (republikanka) 2003-2007
9. Jeff Kottkamp (republikanin) od 2007

### Wcześniejsi
Wcześniej urząd ten istniał po zakończeniu wojny secesyjnej do lat 80. XIX wieku
1. William W.J. Kelly 1865-1868
2. William H. Gleason 1868-1970
3. E.C. Weeks 1870
4. Samuel T. Day 1871-1873
5. Marcellus Lovejoy Stearns 1873-1874
6. Noble Andrew Hull 1877-1879
7. L.W. Bethel 1881-1885
8. Milton H. Mabry 1885-1889

### W sieci
- Lista
- Oficjalna strona. ltgov.flgov.com. [zarchiwizowane z tego adresu (2006-06-04)].